# Biografielijst Gb

## Gba
- Chris Gbandi (1979), Liberiaans voetballer